# Lolita Flores
María Dolores González Flores ismertebb nevén Lolita Flores (Madrid, 1958. május 6. –) Goya-díjas spanyol énekesnő és színésznő.

## Élete és pályafutása
1958-ban született Madridban. Édesanyja Lola Flores, a kor egyik legismertebb spanyol színművésze volt, édesapja Antonio González Batista "el Pescaílla" művésznéven énekes, gitárművész és zeneszerző volt. Két testvére van: öccse, a néhai Antonio Flores (1961-1995) énekes-színész, zeneszerző és húga Rosario Flores énekesnő.
Első férje Guillermo Furiase volt, akinek a házasságából született lánya Elena Furiase színésznő és fia Guillermo Furiase. Unokahúga Alba Flores színésznő.  Apai részről cigány származású.
Lolita zenei karrierje 17 évesen, 1975-ben kezdődött el, amikor megjelent Amor, amor című romantikus ballada stílusú dala, amely 7 hétig vezette a spanyol slágerlistákat, a Los 40-t. A dallal platinalemezt kapott Spanyolországban és Latin-Amerika egyes országaiban is.
Ezeket a dalokat 1976-ban az "Abrázame" , 1977-ben a "Mi carta" és 1978-ban "Espérame" című dalok követték, amely újabb sikereket hozott az énekesnőnek és platinalemezt Spanyolországban és Latin-Amerikában.
2002-ben az Édes bosszú című filmben nyújtott alakításáért Goya-díjat kapott. Olyan televíziós műsorokban szerepelt, mint a Directísimo ,  Hostal Royal Manzanares , Tu cara me suena. 2019-ben a spanyol kultúrális és sportminisztériumtól a művészetben nyújtott tevékenysége miatt szépművészeti aranyérdemrendet kapott.

## Lemezei
- Amor, amor  (1975)
- Abrázame  (1976)
- Mi carta  (1977)
- Espérame  (1978)
- Seguir Soñando  (1980)
- Atrévete  (1982)
- Águila real  (1983)
- Para volver  (1985)
- Locura de amor  (1987)
- Madrugada  (1990)
- Con Sabor a Menta  (1991)
- Y La Vida Pasa  (1994)
- Quién lo va a detener  (1995)
- Atrasar el reloj  (1997)
- Lola, Lolita, Lola  (2001)
- Lola, Lolita, Dolores  (2002)
- Si la vida son 2 días  (2004)
- Y ahora Lola. Un regalo a mi madre  (2005)
- Sigue caminando  (2007)

## Filmográfia
- Paella Today! (2017)
- La princesa del polígono (2007)
- Internátus (2007, egy epizód)
- Fuerte Apache (2006)
- Édes bosszú (2002)